# Ryszard Jedliński
Ryszard Grzegorz Jedliński (ur. 9 września 1953 w Płocku, zm. 17 września 2023) – polski szczypiornista, medalista mistrzostw świata, trener, olimpijczyk z Moskwy 1980.
Zawodnik grający na pozycji obrotowego. W trakcie kariery sportowej reprezentował kluby Wisła Płock i AZS Warszawa.
Brązowy medalista mistrzostw świata w roku 1982.
Na igrzyskach w roku 1980 był członkiem polskiej drużyny, która zajęła 7. miejsce.
Po mistrzostwach świata w 1982 roku wyjechał do Niemiec, gdzie grał w drugoligowym klubie Fredenbeck. W roku 1984 zakończył karierę sportową i podjął pracę trenera.
Był członkiem Stowarzyszenia Zasłużonego Reprezentanta Polski w Piłce Ręcznej.
Został pochowany na cmentarzu Zabytkowym w Płocku przy al. Kobylińskiego. 